# Raúl Russo
Raúl Russo (Buenos Aires, Argentina, 29 de diciembre de 1912 - París, 5 de diciembre de 1984)  fue un pintor argentino. Fue autor de obras que integran el patrimonio de varios museos de arte y realizó un vitral para la Parroquia Nuestra Señora Madre de los Inmigrantes en el barrio de La Boca.